# Unterlüß
Unterlüß este o comună din landul Saxonia Inferioară, Germania.